# فارکیرشن ایم مولکرایس
فارکیرشن ایم مولکرایس (به آلمانی: Pfarrkirchen im Mühlkreis) یک منطقهٔ مسکونی در اتریش است که در ناحیه رورباخ واقع شده‌است. فارکیرشن ایم مولکرایس ۳۱ کیلومتر مربع مساحت دارد ۸۱۹ متر بالاتر از سطح دریا واقع شده‌است.